# Немска награда за книга
„Немската награда за книга“ (на немски: Deutscher Buchpreis) е учредена през 2005 г. и ежегодно при откриването на Франкфуртския панаир на книгата отличава най-добрия немскоезичен роман на годината.
Наградата се финансира предимно от Борсовия съюз на немските книгоиздатели.
Победителят в конкуса получава 25 000 €, а останалите пет финалисти – по 2500 €.

## Носители на наградата (подбор)
- Арно Гайгер (2005), Даниел Келман, Томас Лер, Гила Лустигер, Фридерике Майрьокер (финалисти)
- Катарина Хакер (2006), Томас Хетхе, Инго Шулце, Саша Станишич, Илия Троянов, Мартин Валзер (финалисти)
- Юлия Франк (2007), Томас Главинич, Михаел Кьолмайер, Катя Ланге-Мюлер, Мартин Мозебах (финалисти)
- Уве Телкамп (2008), Ирис Ханика, Инго Шулце (финалисти)
- Катрин Шмит (2009), Херта Мюлер, Клеменс Й. Зец (финалисти)
- Томас Лер, Дорон Рабиновичи (2010) (финалисти)
- Ойген Руге (2011), Ангелика Клюсендорф, Сибиле Левичаров, Марлене Щреерувиц (финалисти)
- Урзула Крехел (2012), Волфганг Херндорф, Клеменс Й. Зец (финалисти)
- Терезия Мора (2013), Райнхард Иргл, Клеменс Майер, Марион Пошман (финалисти)
- Луц Зайлер (2014), Томас Хетхе, Ангелика Клюсендорф, Гертруд Лойтенегер (финалисти)
- Джени Ерпенбек, Ингер-Мария Малке, Улрих Пелцер (2015) (финалисти)
- Бодо Кирххоф (2016)
- Роберт Менасе (2017), Герхард Фалкнер, Францобел, Томас Лер, Марион Пошман (финалисти)
- Ингер-Мария Малке (2018), Нино Харатишвили (финалист)